# Jean-Jacques de la Roque d'Olès d'Ornac
Jean-Jacques de la Roque d’Olès, baron d’Ornac, est un militaire français né le 21 mars 1729 à Anglès (Tarn) et mort dans la même ville le 5 septembre 1806. Il fut nommé général sous la Révolution.

## États de service
Il entre en service le 10 juin 1744 comme cornette au régiment de Languedoc-dragons, et il fait la campagne en Italie de 1744 à 1748. Il est réformé le 29 septembre 1748. 
Il est nommé lieutenant en second le 7 juillet 1749, lieutenant en premier le 18 août 1751 et il est blessé d’un coup de feu à l’épaule en août 1758, lors de la descente des anglais à Cherbourg. Il passe capitaine le 10 février 1759. En 1761 et 1762, il participe à la Guerre de Sept Ans en Allemagne, et il est fait chevalier de Saint-Louis le 12 mars 1763. Il devient aide-major le 12 juin 1763, et major du régiment mestre de camp général le 9 décembre 1771, avec rang de mestre de camp le 3 mars 1774.
Il est nommé lieutenant-colonel le 8 avril 1779, brigadier le 1er janvier 1784, et il est promu maréchal de camp le 9 mars 1788. Il est employé à l’armée du midi le 22 mai 1792, et le 7 septembre 1792, il est élevé au grade de lieutenant-général.

## Armée des Alpes
Il prend le commandement par intérim de l’armée de Savoie du 13 novembre au 4 décembre 1792, puis de l’armée des Alpes du 5 au 24 décembre 1792, après le rappel du général de Montequiou-Fézensac. Il conserve le commandement en second de l'armée sous Kellermann et exerce de nouveau le commandement par intérim en mai 1793 lorsque le général en chef doit monter à Paris pour se justifier à la Convention. Pendant que Kellermann supervise le siège de Lyon, d'Ornac commande la partie de l'armée restée en Savoie face aux Piémontais, bien qu'il n'ait plus qu'une jambe et qu'il ne puisse tenir à cheval. 
Il est démis de ses fonctions le 29 juin 1793, et il est réintégré par le représentant du peuple Gauthier le 23 août 1793. Il est autorisé à prendre sa retraite le 21 novembre suivant.
Il meurt le 5 septembre 1806, à Anglès.

## Sources
- (en) « Generals Who Served in the French Army during the Period 1789 - 1814: Eberle to Exelmans  »
- Étienne Charavay, Correspondance général de Carnot, tome 3, imprimerie Nationale, 1897, p. 334.